# حزب الوحدة (أوسيتيا الجنوبية)
حزب الوحدة ((بالأوسيتية: Иудзинад) (بالجورجية: ერთიანობის)، (الروسية: Единство)؛ رسميًا ، الحزب السياسي الجمهوري لأوسيتيا الجنوبية "الوحدة" ) هو حزب سياسي رئيسي ذي إيديولوجية محافظة اجتماعياً في أوسيتيا الجنوبية، وهي جمهورية قوقازية معترف بها جزئيًا، والتي تعتبرها معظم البلدان جزءًا من جورجيا. دعم حزب الوحدة ، الذي تأسس في عام 2003، الرئيس السابق إدوارد كوكويتي، وكان على مدى عقد من الزمن أكبر حزب سياسي في أوسيتيا الجنوبية. بعد انتخابات 2009، حصل الحزب على 17 مقعدًا من أصل 34 مقعدًا في برلمان أوسيتيا الجنوبية. وهو مرتبط ارتباطًا وثيقًا بحزب روسيا المتحدة، الذي وقع معه اتفاقية تعاون بين الأحزاب. ويقوده حاليا زوراب كوكوييف.